# Geminoriseerde taal

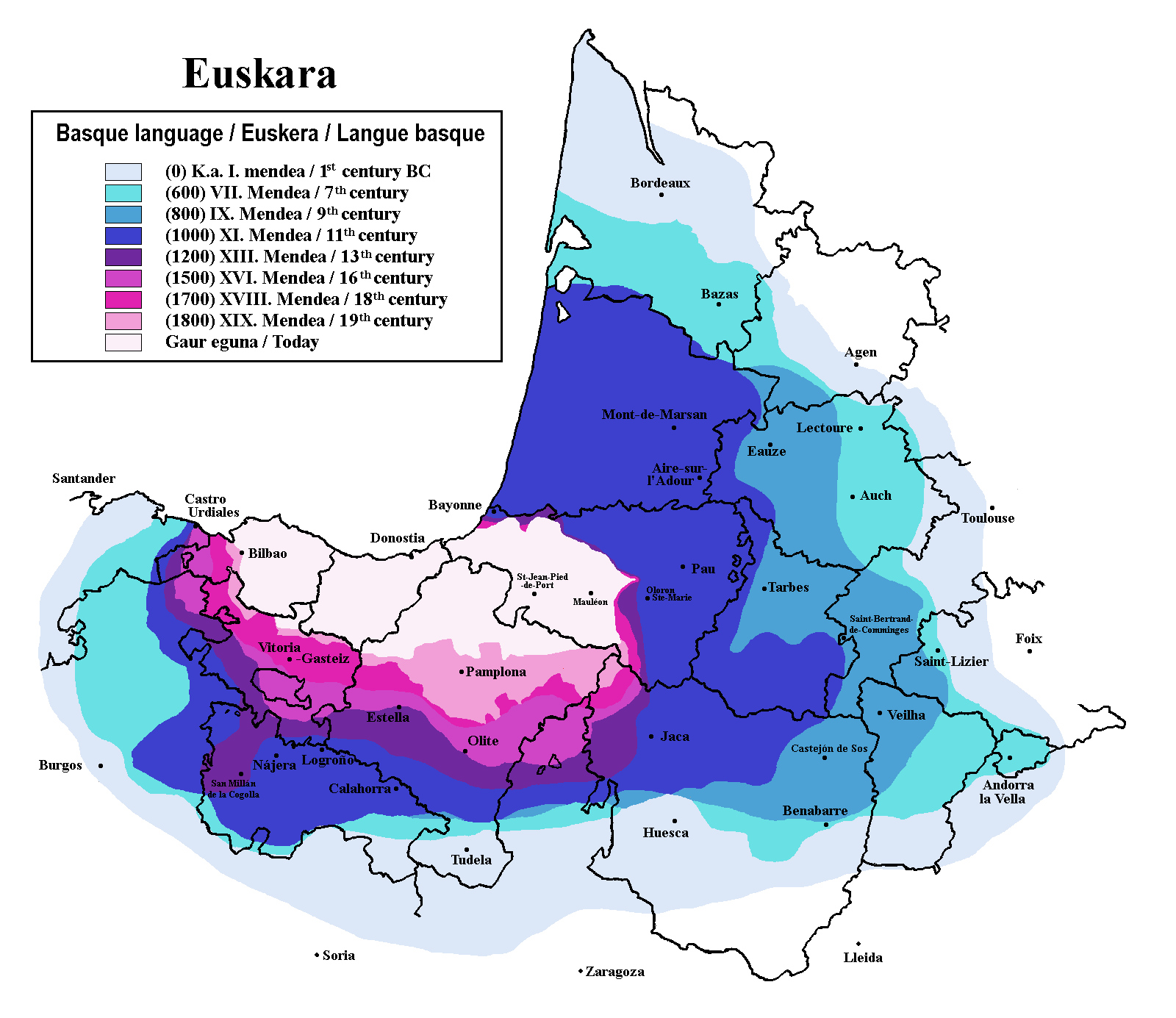
Door eeuwenlange minorisering is het Baskische taalgebied veel kleiner geworden.

In de sociolinguïstiek is een geminoriseerde taal een taal die wordt gemarginaliseerd, vervolgd of verboden. Taalkundige minorisatie komt voort uit de neiging van landen om één gemeenschappelijke homogene taal in te voeren voor handel en bestuur, of om ideologische redenen. Geminoriseerde talen zijn doorgaans beperkt tot een kleiner aantal taaldomeinen dan dominante talen, wat een taalverschuiving veroorzaakt ten gunste van de dominante taal. Vaak is er sprake van een patroon van eenzijdige tweetaligheid, omdat sprekers van geminoriseerde talen de dominante taal wel leren, maar niet andersom. Sprekers van geminoriseerde talen kunnen verschillende gevolgen ondervinden, zoals een verminderde status en onderwijsprestaties.

## Minderheid versus geminoriseerd
Als het over een minderheidstaal gaat, gaat het vooral om de numerieke verhoudingen. Het is een taal die door een klein aantal sprekers in een gebied wordt gebruikt. Daarnaast is er sprake van minder politieke macht bij de betreffende groep. Dit laatste geldt ook voor geminoriseerde talen, maar een taal kan ook geminoriseerd zijn terwijl deze door een meerderheid van de bevolking wordt gesproken.
Een voorbeeld hiervan is het Fries binnen Fryslân, waar een meerderheid van de bevolking het Fries machtig is terwijl er tegelijkertijd sprake is van taalminorisatie. Andere voorbeelden zijn de oorspronkelijke talen van Afrika in tijden van kolonisatie, toen de koloniale talen de voorkeur kregen.
"Het gebruik van het Spaans als middel voor alledaagse communicatie, en daarmee het sociale belang ervan, hangt sterk af van hoe de Spaanstalige bevolking het gebruikt. Helaas is er onder Spaanstaligen die naar de Verenigde Staten verhuizen een duidelijke verschuiving richting Engels te zien." - Carmen Silva-Corvalán (2002).
Bovendien is het Spaans in het zuiden van de Verenigde Staten een geminoriseerde taal, waardoor het ook een minderheidstaal is. Aan de andere kant is Spaans echter de dominante taal in Latijns-Amerika, waar lokale inheemse talen geminoriseerd worden. Soms wordt de voorkeur gegeven aan de term ‘geminoriseerde taal’ boven het het begrip ‘minderheidstaal’, omdat dit de aandacht vestigt op het machtsverschil tussen talen.

## Westerse taalideologie
Nancy Dorian, Kathryn A. Davis en Prem Phyak hebben betoogd dat er een "westerse taalideologie" bestaat die het sociaal-darwinisme op de taalkunde toepast. Deze ideologie zou eentaligheid idealiseren, de voordelen van meertaligheid ontkennen en niet-standaard taalvariëteiten verachten. Omdat dergelijke niet-standaardvarianten als gebrekkig worden bestempeld, ontstaat er een hiërarchie van talen. Sommige auteurs hebben een verband gelegd tussen het anti-immigratiesentiment, vooral het anti-Duitse sentiment, en het Engelstalige onderwijs in de Verenigde Staten.
In Europa hield het proces van minorisering, bijvoorbeeld van de Keltische talen in het Verenigd Koninkrijk of de minderheidstalen in Frankrijk en Italië, verband met de opkomst van nationalistische bewegingen die in de negentiende eeuw de oprichting van een eentalige, monoculturele natiestaten eisten. Het proces van minorisering leidde vaak tot een taalverschuiving naar de hegemonistische taal.

## Kenmerken van minorisering
Het bepalende kenmerk van minorisering is het bestaan van een machtsongelijkheid ten opzichte van de dominante taal. Een teken dat een taal geminoriseerd wordt, is dat de sprekers ervan eenzijdige tweetaligheid ontwikkelen: zij leren de dominante of prestigetaal, maar sprekers van de dominante taal leren de geminoriseerde taal niet. Een ander veel voorkomend symptoom van minorisatie is de beperking van de taal tot een beperkt aantal taaldomeinen.  Een taal die door de overheid en het formele onderwijs is uitgesloten van gebruik, kan alleen thuis en in sociale situaties worden gebruikt.
Vanwege het bovenstaande worden sprekers van de minderheidstaal een subgroep van de sprekers van de dominante taal. Alle sprekers van Schots-Gaelisch zijn bijvoorbeeld ook Engelssprekenden, maar de meeste Engelssprekenden in Schotland spreken geen Gaelic. Op dezelfde manier vormen de Sardijnse sprekers een relatief kleine minderheid vergeleken met die van de Italianen, wier huidige overheersing op het eiland het resultaat is van italianisering; beleid gericht op het uitsluiten en stigmatiseren van de groepsidentiteit van de oorspronkelijke bewoners. In tegenstelling tot een minderheidstaal kunnen sprekers van een dominante taal alle functies van het dagelijks leven vervullen. 
Sprekers van de dominante taal gebruiken doorgaans het grotere prestige van de dominante taal als tegenargument om de situatie te veranderen. Dit maakt het moeilijk om de situatie gunstiger te maken voor de geminoriseerd taal. Veel ‘liberale’ kritiek op taalplanning voor minderheidsgemeenschappen is bijvoorbeeld dat interventie ten gunste van minderheidstalen lijkt op het beleid dat de onevenwichtige situatie in de eerste plaats heeft veroorzaakt. Denk hierbij aan taalwetgeving, elitarisme, uitsluiting van andere talen van formeel onderwijs, en zelfs gedwongen taaloverdracht.

## Gevolgen
In Engaged Language Policy and Practices citeren de auteurs drie onderzoeken die aantonen dat de academische prestaties van studenten lijden onder beleid dat hun moedertaal marginaliseert. Nancy Dorian heeft geopperd dat de ‘westerse taalideologie’ (die eentaligheid promoot) een ‘ideologie van minachting’ jegens geminoriseerde talen aanmoedigt. Het proces van minorisering kan dus leiden tot een taalverschuiving ten gunste van de dominante taal.

## Voorbeelden
- In Rusland werden sprekers van Ös en Tofa belachelijk gemaakt omdat ze hun taal niet mochten spreken.[8]
- De Guarani-taal van Paraguay wordt, hoewel gesproken door een meerderheid van de bevolking, gezien als een duidelijk voorbeeld van een geminoriseerde taal, vanwege de sociaal-economische en politieke dominantie van het Spaans. Organisaties als Yvy Marãe'ỹ pleiten tegen deze trend.
- Sinds 2019 worden studenten in de Chinese provincie Guangdong gestraft omdat ze hun moedertaal Kantonees spreken.[9] Openbare borden moedigen mensen aan om de taal van de centrale overheid Mandarijn te gebruiken met de woorden: " Gebruik beschaafde taal - Wees een beschaafd persoon. ",[10] wat impliceert dat de lokale taal onbeschaafd is.